# L.O.G
L.O.G（エル・オー・ジー）は上杉昇の1stミニアルバム。

## 内容
上杉昇のソロデビュー作。「失くした日々に　記した叫び」がこのアルバムのキャッチフレーズ。
上杉昇の音源としてはal.ni.coの『セイレン』から5年8ヶ月ぶりとなるリリースとなった。
al.ni.co解散後、自身のレーベル「pojjo récord」を設立し2002年からソロ活動を始めていたが、CDのリリースはなかった。これだけの期間があいたのは、続けていきたかったal.ni.coの解散が大きく、以前のようなモチベーションを保つのに時間がかかったからだとインタビューで述べている。
タイトルの「L.O.G」は「A LEAF ON THE GROUND」から成り立っている。

## 収録曲
収録曲のほとんどが既にライブで披露されていた。
1. THE FOREBODING
作詞作曲:上杉昇
ギターも上杉が担当している。
2. LORELEI
作詞作曲：上杉昇 編曲:宮沢昌宏/HELLO
ライブ映像を基にしたビデオクリップが製作された。
3. TANGO
作詞作曲:江戸アケミ 編曲:堀越信康
じゃがたらのカバー。じゃがたらについては音楽性やライブパフォーマンスに影響を受けている。ライブ映像のビデオクリップが存在。
4. THE GROUND'S NAME IS 零
作詞作曲:上杉昇 編曲:堀越信康
シングル「poo pee people」にはアンプラグドバージョンを収録。
5. MY SWEET FUNNY EGGS
作詞作曲:上杉昇 編曲:堀越信康
6. JELLYFISH
作詞作曲:上杉昇 編曲:堀越信康
アルバム発売に先行してライブにてこの曲が収録されたカセットテープが無料配布された。
7. EPILOGUE
作詞作曲:上杉昇 編曲:堀越信康

## 参加ミュージシャン
- 上杉昇 - ボーカル
- 堀越信康 - ギター(#2、#3、#4、#5、#6、#7)　ベース（#5、#6、#7）
- 宮沢昌宏 - ベース(#2、#3)
- 鈴木享明 - ベース(#4)
- HELLO - ドラム(#2)
- 向山テツ - ドラム(#3、#4、#5、#6、#7)